# 1937

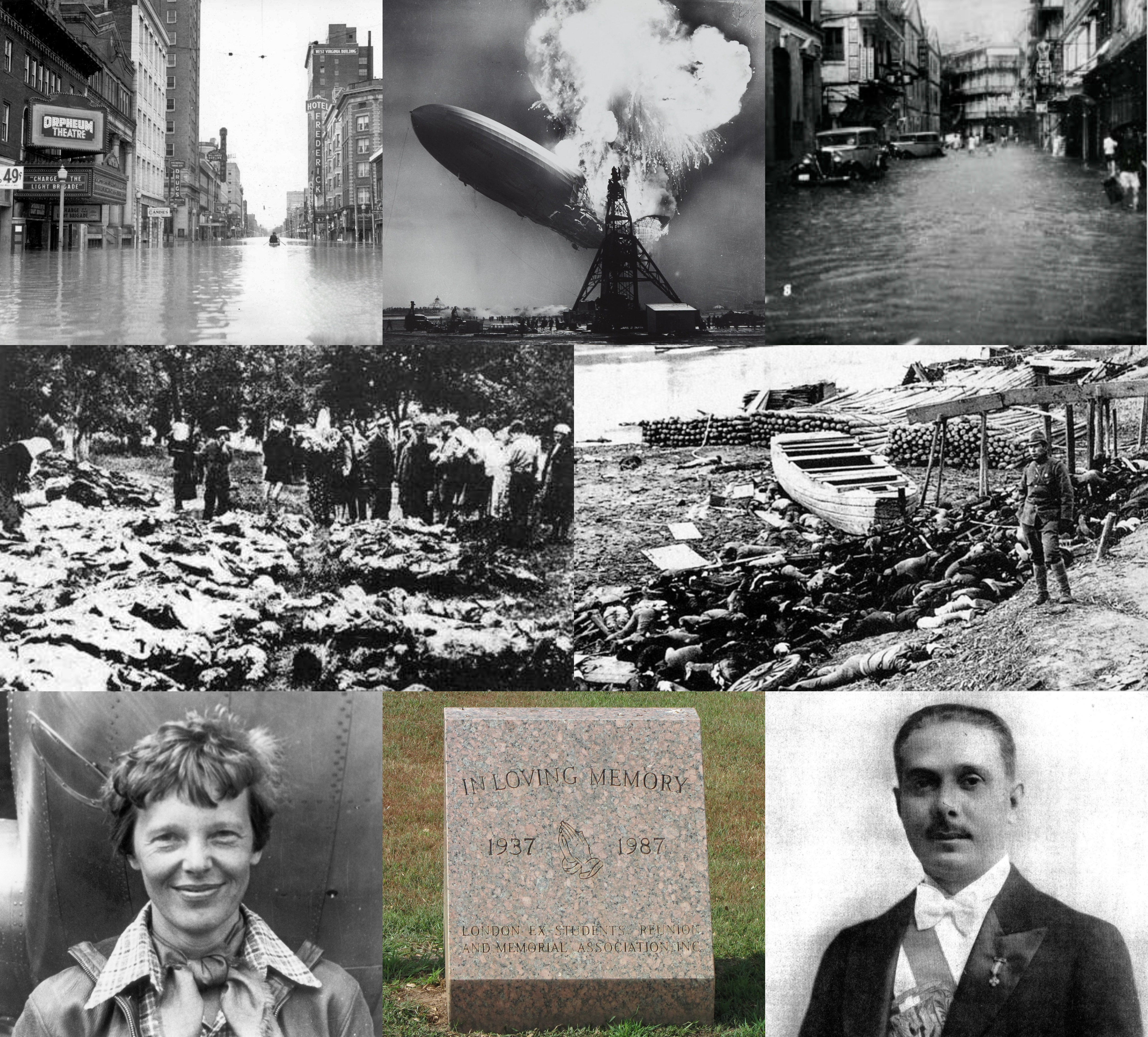

1937 (MCMXXXVII) là một năm thường bắt đầu vào Thứ sáu của lịch Gregory, năm thứ 1937 của Công nguyên hay của Anno Domini, the năm thứ 937  của thiên niên kỷ 2, năm thứ 37  của thế kỷ 20, và năm thứ  8   của thập niên 1930. 

## Sự kiện

### Tháng 5
- 6 tháng 5: Khinh khí cầu Hindenburg cháy rụi khi đang hạ cánh ở New Jersey. 36 người chết.

### Tháng 6
- 1 tháng 6: Đại biểu cộng sản đảng Trung Quốc Chu Ân Lai đàm phán với Tưởng Giới Thạch

### Tháng 7
- 7 tháng 7: Xảy ra sự kiện Lư Câu Kiều.
- 17 tháng 7: Tưởng Giới Thạch phát biểu diễn thuyết kháng chiến chống Nhật.
- 29 tháng 7: Quân Nhật công chiếm Bắc Bình.
- 30 tháng 7: Quân Nhật công chiếm Thiên Tân.

### Tháng 8
- 22 tháng 8: Thành lập Bát Lộ quân.

### Tháng 10
- 13 tháng 10: Thành lập Tân Tứ Quân.

### Tháng 11
- 11 tháng 11: Quân Nhật chiếm tô giới tại Thượng Hải
- 20 tháng 11: Trùng Khánh trở thành thủ đô kháng Nhật.

### Tháng 12
- 13 tháng 12: Nhật Bản đánh chiếm Nam Kinh, xảy ra Nam Kinh đại đồ sát.

## Sinh

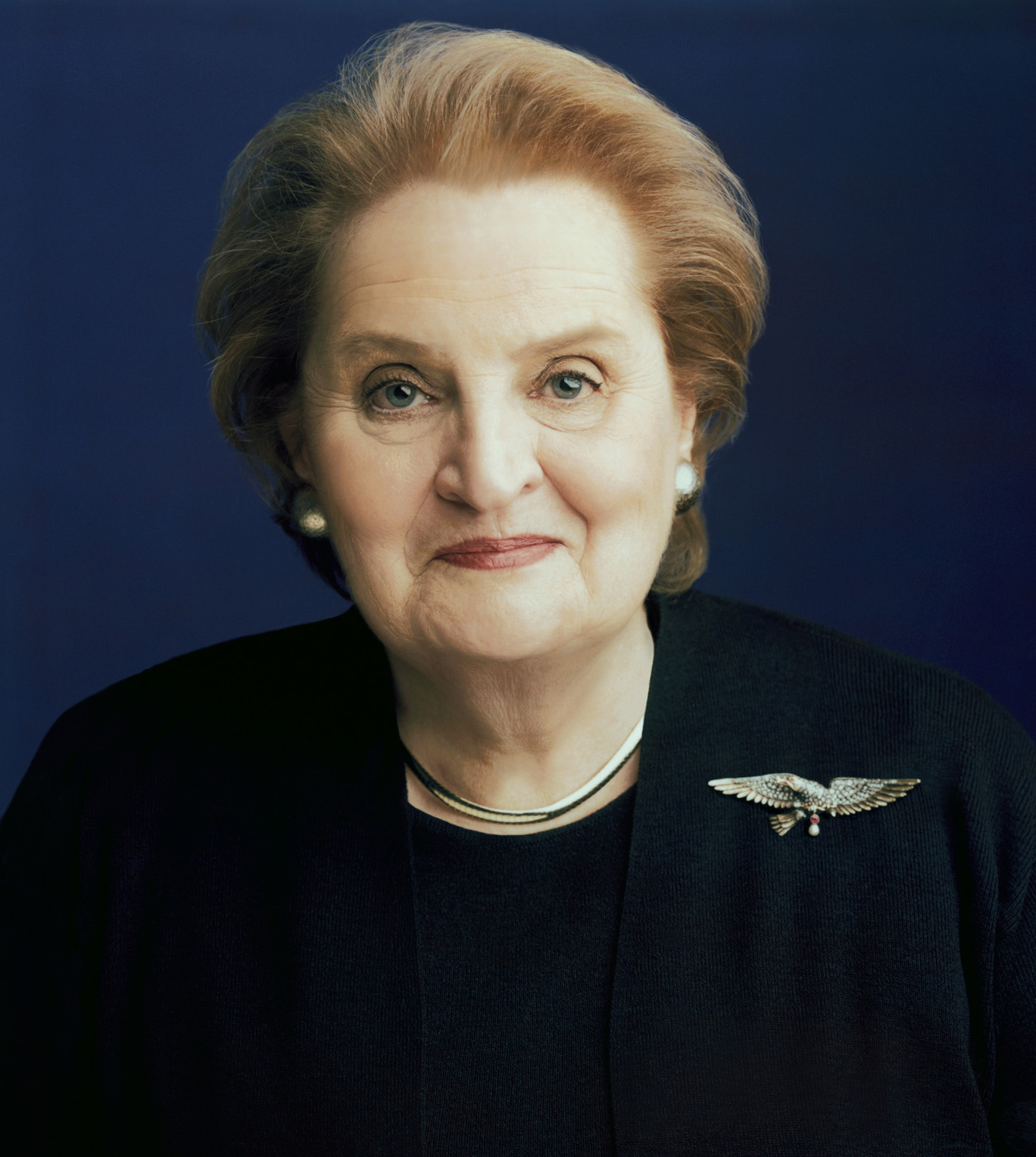
Madeleine Albright

- 26 tháng 1:
- Kim Giác, nghệ sĩ cải lương Việt Nam (m. 2021)
- Joseph Saidu Momoh, tổng thống Sierra Leone (m. 2003)[1]
- 15 tháng 2 - Trần Hồng Quân, chính trị gia, nhà khoa học Việt Nam (m. 2023)
- 21 tháng 2 - Harald V của Na Uy, Vua Na Uy
- 20 tháng 3 - Lam Phương, nhạc sĩ người Việt Nam (m. 2020)
- 19 tháng 4 - Joseph Estrada, Tổng thống thứ 13 của Philippines
- 28 tháng 4 - Saddam Hussein, Tổng thống thứ 5 của Iraq (m. 2006)
- 5 tháng 5 - Trần Đức Lương, Chủ tịch nước thứ 5 của Việt Nam (m. 2025)
- 15 tháng 5 - Madeleine Albright, Ngoại trưởng Mỹ (m. 2022)
- 25 tháng 6 - Obuchi Keizō, Thủ tướng thứ 54 của Nhật Bản (m. 2006)
- 14 tháng 7 - Mori Yoshirō, Thủ tướng thứ 55 của Nhật Bản
- 17 tháng 7 - Hieorhij Stanislavavič Tarazievič, nguyên thủ quốc gia Byelorussia Xô viết (m. 2003).[2]
- 29 tháng 7 - Hashimoto Ryūtarō, Thủ tướng thứ 53 của Nhật Bản (m. 2006)
- 15 tháng 8 - Bounnhang Vorachith, Tổng bí thư, Thủ tướng, Chủ tịch nước Lào
- 9 tháng 9 - Hoàng Phủ Ngọc Tường, nhà văn Việt Nam (m. 2023)
- 15 tháng 9 - Fernando de la Rúa, Tổng thống thứ 43 của Argentina (m. 2019)
- 1 tháng 10 - Nguyễn Văn An, Chủ tịch Quốc hội Việt Nam
- Không rõ ngày - Nguyễn Ngọc Bích, giáo sư người Việt (m. 2016)

## Mất
- 11 tháng 4 – Zmicier Žylunovič, nhà văn, nhà báo Belarus (s. 1887)
- 16 tháng 6 – Aliaksandr Ryhoravič Čarviakoŭ, chủ tịch Byelorussia Xô viết (s. 1892).[3]
- 20 tháng 7 – Guglielmo Marconi, nhà phát minh người Ý (s. 1874)
- 19 tháng 10 – Ernest Rutherford, nhà vật lý người New Zealand (s. 1871)
- 9 tháng 12 – Gustaf Dalén, nhà vật lý người Thụy Điển (s. 1869)

## Giải Nobel
- Vật lý - Clinton Joseph Davisson, George Paget Thomson
- Hóa học - Walter Haworth, Paul Karrer
- Y học - Albert von Szent-Györgyi Nagyrapolt
- Văn học - Roger Martin du Gard
- Hòa bình - Robert Cecil